# Equipo de Reservas del Foot Ball Club Melgar
El Equipo de Reservas del Foot Ball Club Melgar es el equipo que representa al Foot Ball Club Melgar en la Liga 3, la tercera categoría del fútbol peruano. El equipo está constituido por jugadores de las divisiones menores del club, los cuales tienen la posibilidad de poder subir al equipo principal.
Se han consagrado en dos oportunidades campeones del Torneo de Reservas, en la temporada 2014 y en el Torneo Apertura 2015. Además, tras haber sido el equipo con mayor puntaje acumulado en 2015, obtuvo el derecho de participar en la Copa Libertadores Sub-20 de 2016.

## Indumentaria
La clásica camiseta del club mistiano consta de los colores rojo y negro, de ahí viene su denominación Los Rojinegros. La cual al paso de los años tuvo ciertas modificaciones pero los colores no fueron variados. Al igual que al primer equipo, actualmente la peruana Walon Sport es la marca proveedora que viste al club desde el año 2016.
El día 19 de diciembre de 2024, mediante sus redes sociales, el club presentó la camiseta titular para la temporada 2025. "Gloria, un legado de campeones" es el nombre que recibe esta camiseta, la cual rinde un homenaje por los diez años de la obtención del campeonato nacional de 2015. Esta camiseta es una fusión de las dos camisetas usadas en las finales de aquel año: la roja y negra tradicional usada en el partido de vuelta, y la camiseta a cuadros usada en el partido de ida. El rojo y negro tradicional en ambos lados de la camiseta es el diseño principal, mientras que el detalle de la camiseta a cuadros está presente en la parte baja de las mangas y en los costados de la camiseta, además de los costados del short y en la parte alta de las medias. El color dorado está presente como detalle alrededor del escudo, en el cuello, en el color de los patrocinadores y en los distintas frases de homenaje. Dichas frases son las siguientes: en la parte trasera del cuello está escrita el año "2015" (siendo el número "1" reemplazado por el trofeo logrado ese año) y en su debajo la fecha "16 diciembre", fecha en la cual fue obtenido aquel campeonato, acompañada a sus lados de dos estrellas; en la parte baja trasera está escrita la frase "dos colores, un aMor para toda la vida" (siendo la letra "M" escrita en mayúscula) e igualmente acompañada a los lados de dos estrellas; mientras que dentro de la camiseta se rinde homenaje a la Virgen de Chapi con la frase "Mamita de Chapi, a ti nos encomendamos".
- Uniforme titular 2025: camiseta roja y negra tradicional, short negro y medias negras.
- Uniforme visitante 2025: camiseta amarilla con acabados rojo y negro, short blanco y medias blancas.

| (2010) Primer uniforme | (Ver evolución) | Uniforme actual (2025) |

### Indumentaria y patrocinado
| Proveedor actual  | Patrocinadores             |
| ----------------- | -------------------------- |
| Walon (2016-act.) | Stake (2025-act.)          |
| Walon (2016-act.) | Doctor Muelita (2025-act.) |
| Walon (2016-act.) | FruttiFlex 50 (2025-act.)  |

## Organigrama deportivo

### Plantilla 2025
| #                                              | Posición       | Nombre              | Origen               | Categoría | Edad    | PJ   | Goles | Asist. | Club 2024              | Internacional   |
| ---------------------------------------------- | -------------- | ------------------- | -------------------- | --------- | ------- | ---- | ----- | ------ | ---------------------- | --------------- |
| Categoría -2000                                |                |                     |                      |           |         |      |       |        |                        |                 |
| 1                                              | Guardameta     | Ricardo Farro       | Lima                 | 1985      | 40 años | 1    | 0     | 0      | 1er equipo             | Absoluta (2011) |
| 9                                              | Delantero      | Bernardo Cuesta     | Álvarez ( Argentina) | 1988      | 36 años | 1    | 0     | 0      | 1er equipo             |                 |
| Categoría 2001-2004                            |                |                     |                      |           |         |      |       |        |                        |                 |
| --                                             | Guardameta     | Jorge Cabezudo      | Pisco                | 2001      | 23 años | 0    | 0     | 0      | 1er equipo             |                 |
| 12                                             | Guardameta     | Octavio Ramos       | Pisco                | 2004      | 20 años | 6    | 0     | 0      | 1er equipo             |                 |
| 2                                              | Defensa        | Diego Rodríguez     | Mollendo             | 2002      | 22 años | 7    | 0     | 3      | 1er equipo             |                 |
| 19                                             | Delantero      | Deval Muñoz         | Arequipa             | 2004      | 20 años | 4    | 2     | 0      | 1er equipo             |                 |
| 7                                              | Delantero      | Mariano Barreda     | Arequipa             | 2003      | 22 años | 1    | 1     | 0      | Cantolao (Préstamo)    | Sub-23 (2022)   |
| Categoría 2005-                                |                |                     |                      |           |         |      |       |        |                        |                 |
| 30                                             | Guardameta     | Adrián Escalante    | Arequipa             | 2006      | 18 años | 1    | 0     | 0      | Reserva                |                 |
| 3                                              | Defensa        | Dylan Maceda        | Tacna                | 2007      | 17 años | 3(3) | 0     | 0      | Reserva                |                 |
| 4                                              | Defensa        | Daniel Meneses      | Ica                  | 2005      | 20 años | 6    | 1     | 0      | Reserva                |                 |
| 5                                              | Defensa        | Ángel Obando        | Lima                 | 2006      | 19 años | 8    | 0     | 1      | Reserva                |                 |
| 13                                             | Defensa        | Diego Núñez         | Arequipa             | 2006      | 19 años | 2(1) | 0     | 0      | Menores                |                 |
| 14                                             | Defensa        | Gabriel Perea       | Arequipa             | 2006      | 19 años | 2(2) | 0     | 0      | ADT Reserva (Préstamo) |                 |
| 15                                             | Defensa        | Carlos Casas        | Lima                 | 2006      | 19 años | 8(3) | 0     | 0      | Universitario Menores  |                 |
| 24                                             | Defensa        | Aaron Icaza         | Arequipa             | 2005      | 20 años | 8(1) | 1     | 0      | Durazno FC             |                 |
| 6                                              | Centrocampista | Adriano Doy         | Tacna                | 2005      | 20 años | 6    | 0     | 0      | 1er equipo             | Sub-20 (2023)   |
| 8                                              | Centrocampista | Andersson Pumacajia | Arequipa             | 2005      | 19 años | 8    | 0     | 1      | Reserva                |                 |
| 10                                             | Centrocampista | Gian García         | Tacna                | 2005      | 19 años | 1    | 0     | 0      | 1er equipo             | Sub-20 (2024)   |
| 17                                             | Centrocampista | Patricio Núñez      | Arequipa             | 2007      | 18 años | 5(3) | 1     | 0      | Reserva                |                 |
| 20                                             | Centrocampista | Marco Valer         | Abancay              | 2006      | 19 años | 6(5) | 0     | 0      | Reserva                |                 |
| 11                                             | Delantero      | Josiney Ríos        | Pisco                | 2005      | 20 años | 3(1) | 0     | 1      | 1er equipo             | Sub-20 (2023)   |
| 16                                             | Delantero      | Michel Estela       | Bellavista           | 2005      | 19 años | 7(2) | 0     | 1      | Reserva                | Sub-20 (2024)   |
| 18                                             | Delantero      | Adriano Zúñiga      | Tacna                | 2006      | 19 años | 8(3) | 3     | 0      | Reserva                |                 |
| 22                                             | Delantero      | Ryu Yabiku          | Nagano ( Japón)      | 2006      | 18 años | 8(4) | 2     | 2      | Reserva                |                 |
| 23                                             | Delantero      | Julián Gonzales     | Arequipa             | 2005      | 20 años | 6    | 2     | 1      | Reserva                |                 |
| Comando Técnico                                |                |                     |                      |           |         |      |       |        |                        |                 |
| Entrenador: Adrián Díaz Carbajal               |                |                     |                      |           |         |      |       |        |                        |                 |
| Asistente Técnico: José Guevara Cabrera        |                |                     |                      |           |         |      |       |        |                        |                 |
| Preparador de arqueros: Ricardo Medina         |                |                     |                      |           |         |      |       |        |                        |                 |
| Médico: Kioshiro Gamonal                       |                |                     |                      |           |         |      |       |        |                        |                 |
| Fisioterapeuta: Christian Rivero               |                |                     |                      |           |         |      |       |        |                        |                 |
| Jefe de equipo: Gabriel Lewis                  |                |                     |                      |           |         |      |       |        |                        |                 |
| Jefe Unidad Técnica de Menores: Marco Valencia |                |                     |                      |           |         |      |       |        |                        |                 |

- Fecha de última actualización: 16 de junio de 2025
- Durante los partidos de Liga 3, en campo deben actuar como mínimo 4 jugadores nacionales de Categoría 2005 o menores, mientras que máximo 5 jugadores pueden ser de Categoría 2000 o mayores.
- Los jugadores marcados en negrita pertenecen al primer equipo, sin embargo también han sido inscritos para jugar partidos con el segundo equipo.
- En la columna 'Internacional', los jugadores marcados en negrita fueron seleccionados en la última convocatoria o microciclo de la selección en su respectiva categoría. Los jugadores no marcados en negrita, han sido seleccionados o preseleccionados alguna vez, mostrándose entre paréntesis el año de su última convocatoria.
- Los equipos de la Liga 3, según las bases del torneo, están limitados a tener un máximo de dos jugadores extranjeros de Categoría 2002 o menores, pudiendo jugar ambos en simultáneo.
  - Bernardo Cuesta posee la doble nacionalidad  argentina y  peruana.
  - Ryu Yabiku es nacido en  Japón, aunque actúa bajo nacionalidad  peruana.

### Jugadores Internacionales
- Actualizado al 8 de junio de 2025.
- Nota: Algunos jugadores han pasado por diversas categorías de su selección nacional, sin embargo en el cuadro se considera la convocatoria a la categoría más alta.

| Selección | Categoría | # | Jugador         | Fecha de Última Convocatoria | Contexto                                                      |
| Perú      | Absoluta  | 1 | Ricardo Farro   | 1 de abril de 2011           | Octavo microciclo con miras a Copa América 2011               |
| Perú      | Sub-23    | 1 | Mariano Barreda | 14 de mayo de 2022           | Sparring de la Selección previo a repechaje para Mundial 2022 |
| Perú      | Sub-20    | 3 | Gian García     | 24 de noviembre de 2024      | Décimo segundo microciclo de 2024                             |
| Perú      | Sub-20    | 3 | Michel Estela   | 17 de mayo de 2024           | Cuarto microciclo de 2024                                     |
| Perú      | Sub-20    | 3 | Adriano Doy     | 23 de junio de 2023          | Quinto microciclo de 2023                                     |

## Palmarés

### Torneos nacionales (2)
| Competición nacional                | Títulos     | Subcampeonatos |
| ----------------------------------- | ----------- | -------------- |
| Torneo de Promoción y Reserva (2/1) | 2014, 2015. | 2024.          |
| Torneo Apertura (1/0)               | 2015.       |                |
| Torneo Clausura (0/1)               |             | 2017.          |
| Torneo del Inca (0/1)               |             | 2015.          |